# 新潟県道201号田屋戸野目線
新潟県道201号田屋戸野目線（にいがたけんどう201ごう たやとのめせん）は、新潟県上越市内の一般県道。

## 概要
- 起点 - 新潟県上越市大字下吉野（上五貫野交差点、国道253号交点）
- 終点 - 新潟県上越市大字戸野目字三反田94番4[1]（新潟県道13号上越安塚柏崎線上）

## 歴史
- 2015年（平成27年）1月6日 - 終点・経路変更[1]。

## 路線状況

### 重用区間
- 新潟県道13号上越安塚柏崎線（門田新田交差点 - 終点）

## 地理

### 通過する自治体
- 新潟県
  - 上越市

### 交差する道路
- 国道253号（上五貫野交差点・起点）
- 新潟県道43号上越安塚浦川原線（横曽根交差点）
- 新潟県道13号上越安塚柏崎線（門田新田交差点）